# アナタボシ
「アナタボシ」は、MilkyWay の1枚目のシングル。2008年4月30日発売。発売元はzetima。

## 概要
- 「アナタボシ」は、アニメ「きらりん☆レボリューションSTAGE 3」の第6期オープニングテーマである。アニメ内でもMilkyWayのデビュー曲として（結成前は月島きらりの曲として）歌っている。ちなみに初回のオープニングのみ月島きらりのソロバージョン[1]が流れた。アイルランド民族音楽風にアレンジされており、振り付けにもアイリッシュ・ダンスのステップを取り入れている。
- 「サンサンGOGO」は、アニメ「きらりん☆レボリューションSTAGE 3」の第10期エンディングテーマである。
- 両曲とも振り付けには星型の「きらりんスターライト☆タンバリン」が使われ、演奏でも使用される。
- 特典として完全生産限定盤には、きらりんスーパーコラボカード（リアルバージョン）が、通常盤には、デカラベルステッカーとイベント抽選シリアルナンバーカードが封入された。
- 歌詞カードは、歌唱パートが色分けされている。

## 収録曲
1. アナタボシ
（作詞：2℃　作曲・編曲：斎藤悠弥）
2. サンサンGOGO
（作詞：2℃　作曲・編曲：吉田勝弥）
3. アナタボシ (Instrumental)

## カバー
- みゆゆん from 春日井アイドル - トリビュートアルバム『シューティング スター』（2024年11月11日発売）に収録。